# 準児童ポルノ
準児童ポルノ（じゅんじどうポルノ、英: Simulated child pornography）とは、児童ポルノに準じるもの、すなわち「被写体が実在するか否かを問わず、18歳未満の児童の性的な姿態や虐待などを写実的に描写したもの」である。仮想児童ポルノ、みなしポルノとも呼ばれる。2008年の日本ユニセフ協会（UNICEFの民間協力団体）、ECPAT/ストップ子ども買春の会などがマイクロソフト、Yahoo!の協力を得て共同で行った「なくそう! 子どもポルノキャンペーン」ではじめて提唱された。なお、アニメ、漫画、ゲームソフトなどのキャラクターや18歳以上の人物が児童を演じる場合もこれに含まれる。
カナダ、ニュージーランドなど国によって児童ポルノと準児童ポルノは同一視され、禁止処分も受けているが、日本の法学では両者を区別する場合が多い。しかし、日本でもCG描画でも実在の児童をモデルにした場合は児童ポルノとみなす2016年東京地裁の判決もある。

## 世界での動向

### ニュージーランド
ニュージーランドでは、1993年の映画、映像及び出版物分類法により、児童の性行為や裸体を描いた映像や出版物を「不適切なもの」とし出版・配信を刑事罰の対象とした。2004年に、一般向けアニメ作品のぷにぷに☆ぽえみぃが、児童ポルノと認定され発禁処分を受けている。

### イギリス
イギリスでは、2009年検視官及び司法法により、児童の性器や性行為を描写した漫画やCGも含めた画像を規制され、同法が施行された2010年4月より刑事罰の対象となった。

### カナダ
Child Pornography(児童ポルノ)を全面規制しているカナダでは、準児童ポルノに該当する作品も「道徳を堕落させる罪」として刑事罰の対象となっており（1993年刑法典163条：Child Pornography）、「(a)事実にせよフィクションにせよ、犯罪の実行を扱うもの(b)犯罪の実行の前後を問わず、事実にせよフィクションにせよ、犯罪の実行に関連するイベントを扱うもの」が「犯罪コミック」として刑事罰の対象とされている。

### アメリカ合衆国
アメリカ合衆国では準児童ポルノを全面規制していた児童ポルノ禁止法(Child Pornography Prevention Act of 1996:CPPA)が、2002年にアシュクロフト対表現の自由連合裁判で憲法修正第1条（言論、出版などの自由）違反で違憲判決された。しかし、2003年に新たに施行されたPROTECT Act of 2003では、範囲を狭めて、最高裁が定義するわいせつの範疇に当てはまるものは、絵画や漫画などの「バーチャル児童ポルノ（Virtual child pornography）」も規制対象とした。実際に、PROTECT Act of 2003を適用したわいせつ児童ポルノ漫画所有の罪で逮捕者も出ている。
なお、CPPAに対する違憲判決では、ヴァーチャルな作品が児童に対する性的搾取につながる、とする政府側の主張を、その因果関係は明白ではないとして退けたうえ、ヴァーチャルな児童ポルノが流通すれば、かえって違法な児童ポルノは姿を消すのではないか、との認識が示されている。

### 韓国
韓国では2011年、子供を対象とした強姦殺人事件が相次いだことから、児童·青少年の性保護に関する法律（アチョン法）が制定された。同法第4項では児童買春が禁止され、第5項では「児童・青少年または、児童・青少年と認識されうる人や表現物」（児童・青少年利用わいせつ物）や、「その他の性的行為をする内容を表現するフィルム・ビデオ・ゲームまたはコンピュータやその他の通信媒体を通した画像・映像などの形態になったもの」も禁止される。
児童·青少年の性保護に関する法律の表現物が準児童ポルノを意味し、韓国国内の大衆の間では、これを仮想の児童・青少年ポルノ、仮想の児童・青少年わいせつ物を単語を縮約して「仮児青（かじせい、カアチョン、朝: 가아청）」・「仮児青物（かじせいぶつ、カアチョンムル、朝: 가아청물）」と呼ぶ。
中央日報によれば2012年10～12月だけで「児童・青少年わいせつ物所持・流布者」をダウンロードなどの理由で数千人が摘発された。NPO・うぐいすリボンの荻野幸太郎によれば、韓国警察当局からもこの法律を疑問視する意見が出ている。
規制対象は数え年20歳未満(満18歳に達した後の最初の12月31日を過ぎるまで)の者なので他国の児童ポルノ禁止法よりも厳しい。

## 日本での動向
架空の児童を扱ったポルノ作品（絵画・イラスト・漫画・ゲーム等）に関して、日本においては2016年現在、政府が「実在の児童を描写したものに限定され、実在しない児童に関する規制を行う国際約束上の義務は現時点で存在しない」との見解を示しており、規制の対象となっていない。
2007年9月に内閣府が行った調査では、「架空の児童」「実在しない子ども」の性行為等を描いた漫画や絵を規制の対象とすべきとする回答が、どちらかといえば規制すべき (27.6%) と合わせて86.4%となっており、少なくとも何らかの規制が必要との回答が大勢を占めた。ただし、質問では「子ども」の定義年齢や「規制」の具体的内容は明示されていなかった。一方、インターネット上における調査結果は規制が必要無いという回答が大部分をしめた。参議院議員松浦大悟は、法務省が「マンガやイラストが青少年の人格形成に影響を与えるとするデータ」がないと法務委員会で回答した後も、前掲の内閣府調査結果を国会議員に配布していることを問題としている。

### なくそう! 子どもポルノキャンペーン
2008年3月11日から11月30日まで、日本ユニセフ協会（国際連合の組織であるユニセフ東京事務所とは別個の民間団体）、ECPAT/ストップ子ども買春の会 、セーブ・ザ・チルドレン・ジャパン、日本フォスタープラン協会（現在のプラン・インターナショナル）、マイクロソフト株式会社、ヤフー株式会社などは共同で「なくそう！子どもポルノ」キャンペーンと題した活動を行い、ユニセフ東京事務所もこのキャンペーンに賛同した。このキャンペーンでは「準児童ポルノ」への法規制の適用と、（準児童ポルノを含めた）児童ポルノの単純所持そのものを禁止する「単純所持禁止」の導入を要望した。日本ユニセフ協会によれば、スウェーデン、カナダ、米国、欧州評議会では、子どもへの性目的で子どもの性的虐待を描いたアニメ・漫画・ゲームソフトなども法律的に禁止しており、児童性的虐待を性目的で描写した日本製のマンガ・アニメの所持に対してカナダと米国では有罪判決が出ていると述べ、ただし、他人への提供を目的としないもの（自分だけの楽しみで書くこと）は禁止されないと述べた。
ただし、ECPAT関西では、子ども性虐待禁止法案と題した対案で、「心情的に問題を感じていても、被害を証明できないのであればこれを規制の対象にすることには慎重」であらざるをえないとして、実在しない子どもの「絵」のポルノ規制には反対の立場を示している。
日本ユニセフ協会に情報提供している警察庁の外郭団体であるインターネット・ホットラインセンターは同センターに寄せられる通報のほとんどが「現行法の「児童ポルノ」の定義には該当せず、対応を困難にしている」と主張している。
「子どもに対する性的虐待を性目的で描写した写真、動画、漫画、アニメーションなどを製造、譲渡、貸与、広告宣伝する行為に反対する」としてアグネス・チャン、元警察官僚でインターネット・ホットラインセンターの創立者の一人である竹花豊らを呼びかけ人とし、プロテスタント系の日本キリスト教婦人矯風会、その下部団体ECPAT/ストップ子ども買春の会（共同代表: 中原眞澄、宮本潤子（矯風会 性・人権部幹事）創価学会女性平和委員会、セーブ・ザ・チルドレン・ジャパン、マイクロソフト、Yahoo! JAPANらを賛同団体として、インターネットによる署名活動を開始した。2009年1月13日までに114,624筆の署名を得たと標榜し、各政党に提出した。
「日本ユニセフ協会大使」のアグネス・チャンは、「子どもへの性的虐待は犯罪。ポルノを持ってもだめ、漫画を買って読んでもいけないと訴えていくべき」と発言し、実在しない子どもも対象に含む「アニメやゲーム、漫画での子どもたちのポルノと性的搾取の制作、所持（単純所持）、販売、購入」の違法化を要望した。また、自民党の森山眞弓、公明党の丸谷佳織、民主党の神本美恵子が会見に同席し、中でも森山真弓は「自民党の小委員会では単純所持は禁止の方向で一致しており、今後具体的に進めていく」と、創作物の規制に積極的な意見を述べた。
日本ユニセフ協会の広報室長・中井裕真は、今回のキャンペーンの一契機として、「こういうもの（「準児童ポルノ」に該当する作品）を秋葉原やアマゾンでみた」海外の居住者からのEメールによる批判をあげている。日本ユニセフ協会は、特設サイトで「子どもを性的対象とする価値観を醸成する働きでは、コミックと写真を区別する理由はない」との報告を引用している。
また、ECPAT/ストップ子ども買春の会の構成員であるArto Tsunanoは、日本国外に向けて日本の萌え文化を紹介する内容の報告書で、子どもを含めた多くの日本人が、児童ポルノ的なイメージを当然のものとして受容しはじめており、これがオタク文化による現象であると主張している。2008年参議院に提出された請願では、美少女ゲームや雑誌を読んだ青少年は「知らず知らずのうちに心を破壊され、人間性を失ない、幼い少女たちを危険に晒す社会をつくり出している」ため、「表現の自由以前の問題」として「美少女アダルトアニメ雑誌」や「美少女アダルトアニメシミュレーションゲーム」〔ママ〕の販売規制を求めた。
ECPATの正確性
ECPATは2008年リオデジャネイロで「性的に露骨な漫画は日本の5000億円の漫画市場の多くの割合を占めている」と発表している。全国出版協会の統計で当時の漫画市場規模（コミックとコミック雑誌の合計）が約5000億円であるが、割合のデータは無いため不明確である。また、2011年のECPAT報告書で援助交際に関する数値を掲載したAsia Timesが東京からの情報源として「Friday magazine」と記載される個所がある。日本国内のメディアで金曜日発行の情報誌かつ誌名が英語でFridayなのは写真週刊誌フライデーと週刊金曜日であるが、文の誤訳等を含む不正確な情報を鵜呑みのままAsia Timesが掲載し情報の正当性を確認しないままECPATが報告書に引用している可能性がある。

#### 駐日アメリカ合衆国大使発言

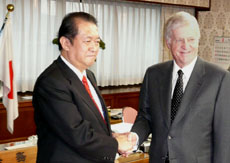
2008年3月11日、法務大臣鳩山邦夫と会談した駐日アメリカ合衆国大使ジョン・トーマス・シーファー

また、「なくそう！子どもポルノ」キャンペーンでは駐日アメリカ合衆国大使ジョン・トーマス・シーファー（2008年当時）が賛同の意を表しており、日本ユニセフ協会のウェブサイトにも寄稿している。2008年3月11日、法務大臣鳩山邦夫との会談に際し、シーファーは「子供を犠牲者にする児童ポルノをなくすには、単純所持を禁止して市場にインパクトを与えるしかない」と指摘し、鳩山に単純所持の禁止を要望するとともに、準児童ポルノへの規制の必要性を強調した。ただ、前述の世界の動向にもあるようにアメリカ合衆国最高裁判所で単純所持規制には違憲判決が下されており、シーファーの意向が必ずしもアメリカの意向ではないのではないか、という点に疑問が残る。また、単純所持を禁止するか否かは日本の国内法の規定次第であり、国内法の制定権は衆議院と参議院にのみ存するので、他国の外交官が容喙するのは内政干渉にあたるとの指摘もある。

#### 国連の人権専門家による発言
国連の人権専門家マオド・ド・ブーア＝ブキッキオが日本に対し、子どもに関して過度に性的な表現をした漫画やアニメを規制するよう求めた。ブーア＝ブキッキオは、「現在女子学生の13%（当初同時通訳で30%と誤って翻訳され、後日訂正された）が援助交際をやっていると言われている」と発言した。
また、不平等と貧困などの要因が重なり、特に沖縄では児童の性的搾取が見られるとの状況から、児童の性的搾取の撲滅には、児童ポルノの閲覧の禁止や厳罰化、被害者ケアの質的向上、個別ケースに対応した社会復帰プランの策定などを求めた。
「女子学生の13%が援助交際」という数値について、2015年11月9日に外務省はブーア＝ブキッキオに対し情報源と根拠を開示すべきとして抗議を申し入れた。これに対しブーア＝ブキッキオは「13%という数値を裏付ける公的な最近のデータはなく、誤解を招くもの」で今後この数値を使用しないとの書簡が日本政府に届いたことで政府は事実上の発言撤回とした
。ジュネーブの国連人権高等弁務官事務所は「公式な概算はない」と回答している。
2016年1月19日菅義偉官房長官は記者会見でブーア＝ブキッキオが発言した「（日本では児童ポルノでの）有罪判決件数が少ない」「量刑が軽い」等他の発言についてもデータや根拠を明示するよう抗議する考えを示した。この事件を受けて、コラムニスト・社会起業家の勝部元気は日本では「ポルノナショナリズム」が台頭してきており、児童ポルノのためには国連の脱退すら厭わない姿勢であるとWEBRONZA（朝日新聞社）において論じた
国連女子差別撤廃委員会において、女性への性的暴力を描写したビデオや漫画の販売禁止が議題に上がると広報された。ごく一部分で創作物規制に国連側が触れたが、日本側から新たな規制を行う趣旨の発言はされなかった。

### 反対派・慎重派の動向
2008年に創作物の規制/単純所持規制に反対する署名活動が展開され2009年に第171回通常国会への請願として衆議院・参議院に提出された。賛同人一覧には赤木智弘、後藤和智、斎藤環、里中満智子、新谷かおる、藤本由香里（明治大学）、宮台真司（首都大学東京）、森川嘉一郎（明治大学）他が名を連ねた。この署名活動には全国同人誌即売会連絡会も協力した。
2010年3月15日には、ちばてつやらが東京都議会最大会派の民主党に意見書を提出した。直後の記者会見で永井豪は「自分は『ハレンチ学園』で出世した。この作品を出した際も敲(たた)かれたが、「臭いものにはふたをしろ」で何でも規制対象にしたら、かえって悪くなる」と主張した。3月17日には日本図書館協会が東京都青少年健全育成条例改正案について、単純所持規定の削除等、慎重な審議を求める要請書を出している。
民間団体では、日本ペンクラブが1998年に、日本弁護士連合会が2003年に創作物の規制について反対の声明を出している。またMIAUが、日本ユニセフ協会に対して質問状を送付した他、子どもの人権と表現の自由を考える会も各政党に対し公開質問状を送付し、回答を公開した。
2016年2月28日「女性の権利の保障として意味がない」と女性クリエイターらが設立した「女子現代メディア文化研究所」が国連女子差別撤廃委員会（CEDAW）の女性に対する性的暴力を描写したビデオゲームや漫画の販売禁止に反論の意見書をHPに掲載。「架空の性的暴力」を取り締まるよりも、実在する女性への人権侵害の問題に取り組むべきだと提言。

### 法改正に関する動き
自民党
党としては、2008年の衆議院第169回通常国会に単純所持の禁止を盛り込んだ法改正案を提出しており、継続審議となった以後の国会でも自民党議員の名前で同一法案を提出し続けている。創作物の規制についても上記改正案で検討する旨を盛り込んでいる。森山眞弓、野田聖子、高市早苗らの女性議員は「児童ポルノの単純所持の違法化」や「漫画・アニメ・ゲームの規制」に積極的な態度を見せている。鳩山邦夫も単純所持の違法化に積極的だが、創作物規制には慎重だった。総理大臣福田康夫は児童ポルノには罰則があるべきだとした上で、「漫画ポルノ」にも何らかの対処が必要だと2008年2月に述べた。2008年4月10日、自民党の「児童ポルノ禁止法見直しに関する小委員会」は、準児童ポルノへの規制を見送ることで一致した。これに関し、同小委の事務局長高市早苗は、「速やかに法改正の第一段（単純所持の罰則化）を行うための現実的判断」としている。なお公明党も、2008年3月25日のプロジェクトチームの会合で、今回は見送りとする方針を示し、「これらが性犯罪に結び付くという因果関係を明確にする必要性」を確認するとして、附則などで国の調査研究義務を盛り込む案が出されていた。最終的に、与党提出の法案に附則として盛り込まれることになったが、2009年7月21日に衆議院が解散されたため法案は廃案となった。

- 規制派の衆議院議員野田聖子は2007年3月29日、日本ユニセフ協会、ECPAT/ストップ子ども買春の会(前述)などが開催したシンポジウムで、アニメなどのフィクションに関する法律の改正に関し、「数年前にチャレンジしたが、インターネットで散々叩かれた」として、現行の法律は「現実の児童を対象にしたもので、アニメなどフィクションなものに対応するには、かなりの法改正が必要となり、時間がかかってしまう。個人的には、改正よりも、新法を立てるべき」との認識を示している。
- 与党プロジェクトチームの早川忠孝は個人ブログで児童ポルノ法の問題を連日にわたって取り上げ、読者からの合計コメント数が1000件を突破した。これらのやり取りを通じ規制派から慎重派に転じた早川などは、個人的見解として、定義の厳格化、所持ではなく譲り受けといった特定の具体的行為を禁止対象とすること、かつて適法とされていた物件の所持は対象外とし廃棄を義務づける、などの対案を示しており、法務部会では「証拠を集めない限り、警察は強制捜査が出来ない」ようにすることを目的として、「所持にプラスして、所持に至った原因行為である取得行為や製造行為の立証も必要になるような規定」を提案した（ただし公明党の主張が与党PTとしての結論となった関係で、部会としての結論とはならなかった）。また、児童ポルノ法の本来の目的は、児童ポルノによる児童の被害をなくすことにあり、単なる「児童ポルノ」の禁止という捉え方をすべきでないとの見方を示している（2009年衆院選で落選）。
- 保利耕輔政調会長（当時）は2009年1月14日、党派を超えて法改正を進めると日本ユニセフ協会の要望に応じた。
- 安倍晋三内閣総理大臣は2013年6月28日のネット党首討論会において単純所持規制を推進する立場を、創作物規制に関し「表現の自由との関係で慎重にする」とコメントした。

公明党
創作物の規制に関して「禁止行為とすることが望ましい」との判断を示し、一貫している。党内に児童ポルノ法の見直しプロジェクトチーム（座長丸谷佳織）を発足し、米国での対策などについてFBI法務官ローレンス・J・フタ、駐日米国大使館政治部のスコット・ハンセンと意見交換をした。また、単純所持禁止の裏づけとなる性犯罪との因果関係を示すデータが存在しないとして、国の調査・研究による裏づけを求めている。2013年6月28日ネット党首討論会において、山口那津男は児童ポルノ規制の必要性を示しつつ「表現の自由等については一定の配慮、慎重に行わなければなりません」とコメントしたが、具体的な規制に関しては言及しなかった。
社民党
旧社会党として自社さ連立時代に児童買春・ポルノ禁止法の制定に関わっていたが、2006年2月の社会民主党宣言では「権力や支配層の意思、考え方が一方的に押しつけられることがないように、表現および言論の自由を徹底的に擁護する」とした。党首（当時）福島瑞穂は「児童ポルノにはもちろん反対だが、ポルノかどうかの判断は、人によって違ってくる。拳銃や麻薬のように単純に違法なものかは判断できない」とコメントしており、単純所持の違法化には反対とした。創作物の規制に関しても、「一見児童ポルノを処罰をするようで、実は、ポルノ全体の処罰とならざるを得ない」としており、「裁判官が「アニメのこの子は、19歳に見える、いや17歳くらいだろう」と判断をすることになる。はっきり言ってそれは、不可能でありかつ恣意的になる。法廷で、いや18歳以上に見えると論争をするのだろうか」として、漫画などの規制に懸念を示している。また同党所属の保坂展人もこれらの意見に同調している。
2013年6月28日のネット党首討論会において、福島瑞穂は単純所持規制に反対の立場を、創作物規制に関し「表現の自由との関係で問題がある」とコメントした。しかし2020年以降、福島はたびたび、児童ポルノ禁止法による創作物規制を求める請願を参議院に提出している。
日本共産党
児童ポルノの単純所持違法化について反対。また、創作物規制には慎重な姿勢を示している。2013年6月28日ネット党首討論会で志位和夫は単純所持規制、創作物規制に反対の立場を示した。小池晃がアニメや漫画の児童ポルノ規制を求める日本ユニセフ協会のメンバーと懇談したおりに、「現状は放置できないひどい実態」「みなさん（日本ユニセフ協会）の要望をしっかりと受け止める」と話したこともあるが、2021年の第49回衆議院議員総選挙の公約でも「『児童ポルノ規制』を名目にしたマンガ・アニメなどへの法的規制の動きに反対する」と明記するなど、表現の自由を守る姿勢を崩していない。ただ同じ公約で漫画やアニメ、ゲームなどの「非実在児童ポルノ」は「子どもを性欲や暴力の対象、はけ口としても良いのだとする誤った社会的観念を広め、子どもの尊厳を傷つけることにつながる」と問題視しており、「表現の自由」やプライバシー権に反しない範囲で、社会的合意のもとに子どもを性虐待・性的搾取の対象とすることを許さないよう政策を進める姿勢を見せている。児童ポルノ禁止法における児童ポルノの定義は「児童性虐待・性的搾取描写物」に改めるよう提言している。
民主党（2016年解党）
2009年通常国会解散前の与野党それぞれで提出した児童ポルノ法改正案（議員立法）の「単純所持禁止」について与党案に合意。党内には松浦大悟や枝野幸男、中村哲治、本多平直、山花郁夫、谷岡郁子や宮崎岳志など、表現規制に反対・慎重な態度をとる議員は存在する一方で、日本ユニセフ協会が単純所持禁止を訴える「なくそう！子どもポルノ」キャンペーンの記者会見において出席した神本美恵子が「同党内でも議論するべき」と発言したり、他にも小宮山洋子や泉健太、アダルトゲーム等の規制に関する請願を提出した円より子や下田敦子など規制を積極的に推進する議員も存在する。
- 民主党直嶋正行政調会長と千葉景子児童買春・児童ポルノ処罰法改正検討チーム座長は2009年1月14日、精力的に法改正に取り組むと日本ユニセフ協会に約束した。
- 海江田万里は2013年6月28日のネット党首討論会において、単純所持規制に慎重、創作物規制に反対の立場を示した。

みんなの党（2014年解党）
党の方針としては明確な立場を示していないが、川田龍平は無所属時代から改正案に対して慎重な立場を示しており、創作物の規制/単純所持規制に反対する請願署名市民有志の紹介議員としても名を連ねている。参議院議員の山田太郎は2013年改正案に対して反対しており、同年5月8日に行なわれた参議院予算委員会で首相の安倍晋三と副総理の麻生太郎に対して質疑を行ない、「ドカベンの中でも8歳のサチ子（主人公・山田太郎の妹）が入浴しており、発禁本になる可能性もある」と指摘した。一方で、柿沢未途は規制強化に積極的である。
2013年6月28日に行われたネット党首討論会において、渡辺喜美は単純所持規制、創作物規制に慎重な立場を示した。
国民新党（2013年解党）
児童ポルノの単純所持違法化や定義の厳格化については「違法捜査を無制限に拡大し、冤罪事件を起こしかねない」として反対、創作物の規制についても「被害児童の人権保護が目的である」として反対。

## 準児童ポルノ（創作物）の論点と問題

### 定義
日本の児童ポルノ禁止法の定義は非常に曖昧であり、もし日本ユニセフの要望通りに規制された場合、性交描写のみならず単なる裸ですら規制の対象内に入ってしまうおそれがあると指摘されている。
日本の法学界では仮想児童ポルノへの規制については否定的な見解が多い。また、児童ポルノとは実在する児童の人権侵害を伴うものだけを意味するのであって、その本質から外れた範囲外の表現物は一切「児童ポルノ」 と表現すべきではないとする情報学上の見解もある。

### 定義年齢
18歳未満の児童の外見を有する場合をその対象としている準児童ポルノの定義に対し、「18歳以上の人物が18歳未満を演じた」ポルノグラフィが規制対象に含まれ、規制の対象とする範囲がいたずらに拡大しかねないと懸念されている。
漫画・アニメ・ゲーム（特に少年漫画・子供向けアニメ）などのキャラクターは、あえて年齢を不詳とし、劇中でも言及されないキャラクターも数多い。実在の人物と異なり年齢の確認ができないため、公式な年齢の設定がなされていなければ、18歳以上か否かの判断は事実上不可能である。特にアダルトゲームにおいて顕著で、またコンピュータソフトウェア倫理機構の規程でも「性交渉を行う相手が18歳未満であってはならない」「年齢（が18歳未満であること）を特定できる描写をしてはならない」となっているため「性交渉を行うキャラクターは18歳以上である」と強調するケースもある。
「見た目は子供だが、設定上成人」ということになっている場合や、「見た目は成人だが、設定上は子供」の場合などはどうなるのかといった、具体的な「児童ポルノ」の定義については一切示されていない。それ以外にも、特殊な魔法や薬などで子供が一時的に成人の肉体になったり、逆に成人が子供の肉体になるといったシーンが入っている作品も数多く存在しており、そういった、肉体が変化したキャラクターの扱いについてはどうなるのかも同様に不明である。
漫画などに登場するキャラクターは人間だけとは限らない。キャラクターとして擬人化された動物や、天使、悪魔、妖精、宇宙人といった現実の世界に存在しない、または存在が確認できていない種族のキャラクターも数多く存在する。作品によっては「10歳で成人を迎える種族」という設定になっている種族が登場する場合もあり、そういった種族に属する10歳のキャラクターが性行為を行った際は児童ポルノとして扱われるのかどうかは定かではない。児童の権利条約では、児童を人間(human being)と定義している。
社民党党首で弁護士の福島瑞穂は、ことに「アニメや漫画のキャラクターが18歳未満か否かの判断基準は不明確であり、結果的に恣意的かつ不公正な運用にならざるを得ない」と懸念を表明し、「刑事法は、明確性の原理が必要」と指摘し、日本弁護士連合会でも、これと同様の見解を示している。
なお日本ペンクラブは、声明で、「対象年齢を「十八歳未満」とするのは「児童」の概念から甚だしく逸脱しており、せめて義務教育年齢以下とすべき」と提言している。
この件に関して国際的には、児童福祉法における「児童」や、「国連子どもの権利条約」第一条での「子ども」は、18歳未満の人として定義されている一方で、対象年齢を13歳未満や16歳未満など日本より低い年齢を定義している国もある（イギリス・フランス・イタリア・スペインなど）。

### 表現の自由
その他にも、「表現の自由を侵害している」という指摘がある。
前述の日本ユニセフ協会のキャンペーンに対して、日本国憲法第21条が保証する表現の自由を制限しかねない規制内容であるとして、マスコミから問題点の指摘が相次ぎ、mixiでは日本ユニセフ協会のキャンペーンに反対するコミュニティが立ち上げられ、「Movements for Internet Active Users (MIAU)」により日本ユニセフ協会宛てに2008年3月28日を期限としていた『準児童ポルノの根拠は』と題する公開質問状が送付される事態となった。
写真や映像に関しては、それも著作物の表現の一種として考えた場合、厳しすぎる規制は、表現の自由や公序良俗との兼ね合いにおいて問題となるが、とくに、漫画やアニメ、ゲームなどの場合、規制は、ただちに「表現の自由の侵害」につながる恐れも大きい。
漫画家のちばてつやも、政府による創作物の規制は、過去に大日本帝国が第二次世界大戦終了まで行った報道の検閲や情報操作に類似しているとして、「法律などで（創作物を）規制するべきではない」という意見を述べている。
なお、アメリカ最高裁の違憲判決では、実在する児童の虐待を伴わないバーチャルな児童ポルノは、表現の自由に優越する公共の福祉というロジックによって規制されるべきものではない、との見解が示されている。

### 性差別意識の助長の懸念
準児童ポルノの定義には「直接的な被害者が発生しないはずの、ゲームのキャラ」が規制対象に含まれているが、参議院議員神本美恵子は「ゲームの中で児童はひどい虐待を受けており、しかも児童は『虐待を受けて良かった』（『虐待のつもりが、いつのまにか和姦にされる』）という作りになっている」として懸念を表明している。ちなみに児童虐待の防止等に関する法律（児童虐待防止法）では、児童に対する性的虐待を「児童にわいせつな行為をすること又は児童をしてわいせつな行為をさせること」と定義している。
ECPAT/ストップ子ども買春の会の共同代表中原眞澄は、雑誌の取材で、「表現されている子供が実在しているかどうかではなく、子供を性的な対象＝モノとして扱うべきではない」としたうえ、「子供を性的虐待の対象として描いた児童ポルノは、子供をそういう対象として使用していいんだという意識を一般化したり助長する」と主張している。
また、ポルノグラフィの存在そのものが、女性の肉体を男性の楽しみのために利用する性差別的な制度と規定するラディカル・フェミニズム団体のポルノ・買春問題研究会は「最も無力で受動的で抵抗力が弱く支配しやすい対象としての少女との性的行為を妄想することは、この（現代社会の男性の）支配的セクシュアリティの核心部分と完全に合致している」と主張し、後述の宮台真司を、性的リベラリズムの潮流の代表者として批判している。
一方、社会学者の宮台真司は「他者たち（の権利）を侵害しないにもかかわらず特定の生き方を政治権力が否定する」ことは、リベラリズムの中核である他者危害の原則を没却し、「近代社会の正統性を自ら否定」するもので、絶対に許されないと主張しており、ゾーニング（年齢別での購入制限）の徹底による対処を提言している。

### 集団としての子供の人権
前述の中原眞澄は「もうひとつは、実在する子どもの権利を守るものと同時に、集団としての子供の権利を守るという点について、我々は大変関心があった」と語っている。
これに関し、前述のポルノ・買春問題研究会の代表で、福島大学准教授の中里見博（キャンペーンの呼びかけ人の一人）は、ラディカル・フェミニズムの立場から、たとえそれがフィクションであっても、ポルノがその対象とする特定集団への差別を「助長」させかねないとの懸念を表明している。
それらに対し、日本ユニセフ協会は、1999年に児童ポルノ禁止法が成立した際、児童ポルノ禁止法上の「児童ポルノ」の定義から「絵（情報の記録手段・形式としての絵）」と、単純所持規制が除外された為に、インターネット上の（狭義の、実在しない子どものポルノを含まない）擬似子どもポルノが規制対象外になったことを指摘し、「法律は具体的な個人法益の侵害に対処するものという考え方」を超えることが必要として、「集団としての「子ども」の「基本的人権」」（子ども一般の人権）という考え方を日本で受容させることを「今後の課題」として取り上げ（2001年12月1日にも再度「今後の課題」とした）、実在しない子どものポルノへの規制を要望し、前述の中原眞澄や中里見博と同様の主張を展開した。このような集団としての児童の人権論は、ラディカル・フェミニズムの集団としての女性の人権論に由来すると推測される。
さらに、日本ユニセフ協会は2003年9月5日に、実在の子どもをモデルとしたコミック、を含む「子どもポルノ」の単純保持規制が必要な理由として「「子どもポルノ」は社会法益を侵害するからではなく、子どもの尊厳という個人法益を侵害するが故に、犯罪なのであると考えている」とし、上記の考えを明確にした。また、2008年3月11日より、「なくそう! 子どもポルノキャンペーン」を開始し、実在しない子どものポルノへの規制の必要性を訴えるようになった。詳細はなくそう! 子どもポルノキャンペーンを参照。

### 保護法益の問題
また、規制派からは架空の人物に対しては「準児童ポルノ」として扱い、これらも児童ポルノ法により規制すべきとする活動が行われている。これに対しては、児童ポルノ法が、実在する児童の保護（個人法益）をその本旨としている関係から、実在しない児童を取り扱った創作物を、児童ポルノ法によって規制することには慎重意見も根強い。
一方、自民党の高市早苗は、子供を性の対象とする社会的風潮を助長する可能性が高いと見られる創作物について、その規制を可能にするために、個人法益から社会法益へと重点を移すことを検討する必要性を示唆している。この点、裁判実務では、なお実在の児童に限定されてはいるものの、しかし社会法益をも保護法益とした判例がすでに多く出されていることも事実である。また、円より子参議院議員が、衆院法務委員会で、18歳未満の「児童を性の対象としてとらえることのない健全な社会を維持することもこの法案では目的としております」とし、現行法においても付随的にではあるが社会法益も対象とするとの趣旨の答弁をしている。
福島瑞穂は、「児童買春、児童ポルノに係る行為等の処罰及び児童の保護等に関する法律」（児童ポルノ禁止法）の制定目的は性被害から（実在する）児童の人権を守る「個人的法益の保護」であって、決して「抽象的な社会的法益」（わいせつ物頒布罪の保護法益としての善良な風俗）保護の見地からではなかったと指摘し、実在の児童が写真を撮られる場合は性被害から守る必要があるが「実物を写した写真以外のアニメやマンガを規制をすることには、問題あり」（原文まま）ではないかと疑問を呈し、日本弁護士連合会でも、これと同様の見解を示している。
また、宮台真司は実在する児童の人権擁護を建前として、その人権の侵害を「助長・誘発」する恐れがあると主張されるフィクションに対する規制を強化をめざす動きに対し、憲法第19条「思想・良心の自由」が規定する「法と道徳の分離」の原則に対する「無理解の結果、少年の人権を守る法案がいつの間にか青少年の道徳を規定する法案に化けること」を懸念している。

### 性犯罪との因果関係
アイルランドコーク大学教授の臨床心理学者エセル・クエールはECPAT/ストップ子ども買春の会作成の報告書で、実際に子どもポルノを受動的に視聴した刑務所内の入所者の76%が接触犯罪を犯していた、とするヘルナンデス研究を引用し、また2005年に来日した際、性犯罪者が「ネットで情報を交換し、性犯罪に走る現実をもっと知ってほしい」との訴えを行なっている。
これに関し、社会学者の宮台真司は性犯罪との因果関係を肯定する「強力効果説」を非学問的と退けている。そのうえで、学問的に妥当な説として、フィクションが「元々暴力的性格の人間に引き金を提供する」というクラッパーの「限定効果論」を紹介しており、「引き金の含意は、ソレが引き金を引かなくても、別のものが引くだろうということ」との見解を示している。また、具体例として、1980年から1990年までの十年間に、（性的表現が掲載されることが多い）マンガ雑誌の売上げはほぼ倍増し、マンガ単行本（コミックス）の売上げは三倍以上に増大したが、強姦で検挙された（14歳以上20歳未満の）刑事責任年齢少年男子は半減以下（984名から445名）になった事を指摘している。
また、解剖学者の養老孟司は雑誌の取材で、「普通の人間がマンガを読んで犯罪を犯したいとは思うはずがない」として、因果関係を安易に肯定する主張は、フィクションをスケープゴートにするものとの見方を示している。
ただ、警察庁の設置したバーチャル社会のもたらす弊害から子どもを守る研究会の座長で、刑法学者の前田雅英は「犯罪を助長しようがしまいが、こういうものが大勢の人の目に触れることや、かなりの子どもに見せるということ自体がまずい」とし、これを「やめさせる手段として刑罰が有効なら刑罰を使う」ことも検討すべきとの認識を示している。
なお、日本ユニセフ協会では、広報室長がインタビューで、「準児童ポルノ」に該当するフィクションを問題とする認識の根拠が、現状では、アネクドータル・データ（逸話的、伝聞的なデータで、数値には出ないもの）の域をでないとの見方を示している。また協会によれば、子どもポルノの被害はそのほとんどが家族や親戚などの身近な関係にある人からの性的搾取によって生じているという。
また、2005年からスウェーデンがインターネットの児童ポルノのブロッキング
を開始したが、児童ポルノのブロッキング以降もスウェーデンでは強姦犯罪の増加が止まず、むしろ犯罪増加が加速した。
日本における小・中学生を被害者とする、強制わいせつの認知件数の、児童・生徒各10万人当たりに対する比率は2003年（平成15年）をピークとして低下しているが、強姦については横ばい傾向である。また、性犯罪（強姦犯罪）は、性に関する規制を強化すると逆にかえって増してきているという意見もある。

### 表現規制による萎縮効果
また、準児童ポルノの規制はいわゆる「萌え文化」「萌え産業」といったコンテンツの破壊につながり、日本が世界に誇るべき漫画、アニメ、ゲーム産業を萎縮させるのではないかと危惧する声もある。

### 現行法との関係
現在店頭に陳列されているポルノグラフィーを規制したいのであれば、あえて児童ポルノのカテゴリーで新たに立法化しなくても、現行のわいせつ物陳列罪（刑法175条）を適用すれば処罰可能との指摘も日本弁護士連合会などからなされている。しかし、同条の取り締まり対象は「わいせつ物」であり、時代や判例により変遷はあるものの、現状では「性器の露骨な描写」が取り締まり対象であり、「ポルノグラフィー」の取り締まりとしては範囲が狭すぎる。

### 冤罪の懸念
児童ポルノの単純所持が禁止された場合、児童ポルノを郵便や電子メールで送付すれば、相手が開封したり画像をクリックした現場を確保すればその場で現行犯逮捕が可能となるため、気に入らない相手に故意に児童ポルノを送付すれば社会的抹殺が可能になると指摘されている。なお、アメリカでは、児童ポルノの「だましリンク」をクリックしただけの人が、児童ポルノ処罰法違反容疑で米連邦捜査局（FBI）に起訴されるという事例も発生している。
単純所持が法的に規制されているアメリカ合衆国やイギリスでは、既に類似の事件が発生している。さらに、ユーザに気づかれないようコンピュータ内に児童ポルノを蓄積し、一定期間が経ったところで警察に匿名で自動通報するコンピュータウイルスが開発されれば、冤罪による逮捕者が大量に発生する危険性が指摘されている。民主党の国会議員からは「捜査権がいたずらに広がる可能性がある」との懸念が表明された。